# Битмез, Хасан
Хасан Битмез (тур. Hasan Bitmez; 15 декабря 1969, Гиресун — 14 декабря 2023, Анкара) — турецкий политик, руководитель избирательного отдела партии «Саадет», а также депутат национального парламента от партии «Саадет» 28-го созыва (с 2023 года).

## Биография
Окончил Университет аль-Азхар (факультет усуль ад-дин).
С 1999 по 2004 год он занимал должность вице-президента организации Национального молодёжного фонда. В 2000 году Битмез основал молодёжный журнал «Анатолия» и был его главным редактором. Он также являлся членом правления IIFSO (Международной исламской федерации студенческих организаций) с 2006 по 2010 год.
Свою политическую карьеру он начал в гебзенской районной организации Партии добродетели.
Был женат и имел в браке одного ребёнка. Битмез говорил по-арабски и по-английски.
12 декабря 2023 года политик держал речь в парламенте, обличающую военную операцию Израиля в Газе и политику правительства Турции, продолжающего сотрудничество с Израилем. После слов «Израиль пострадает от гнева Аллаха» и обращения «привет всем!» он потерял сознание и упал на пол навзничь. После остановки сердца его перевели в реанимацию, где он скончался через два дня. Пока он рухнул, члены парламента Партия справедливости и развития кричали на него: "Это гнев Аллаха". В тот же день в здании парламента Турции состоялась церемония прощания с Битмезом. Он был похоронен на кладбище «Меркезэфенди» в Стамбуле.